# 東寧船
東寧船（日语：／ Tōneisen ）是日本江戶幕府對臺灣鄭氏王朝商船的稱呼。東寧船主要由東寧（臺灣）出發，行駛於暹羅與長崎間。關於東寧船的事蹟多記載於日本史書《華夷變態》的〈東寧風說〉。